# Lorenzo Mercadante de Bretaña

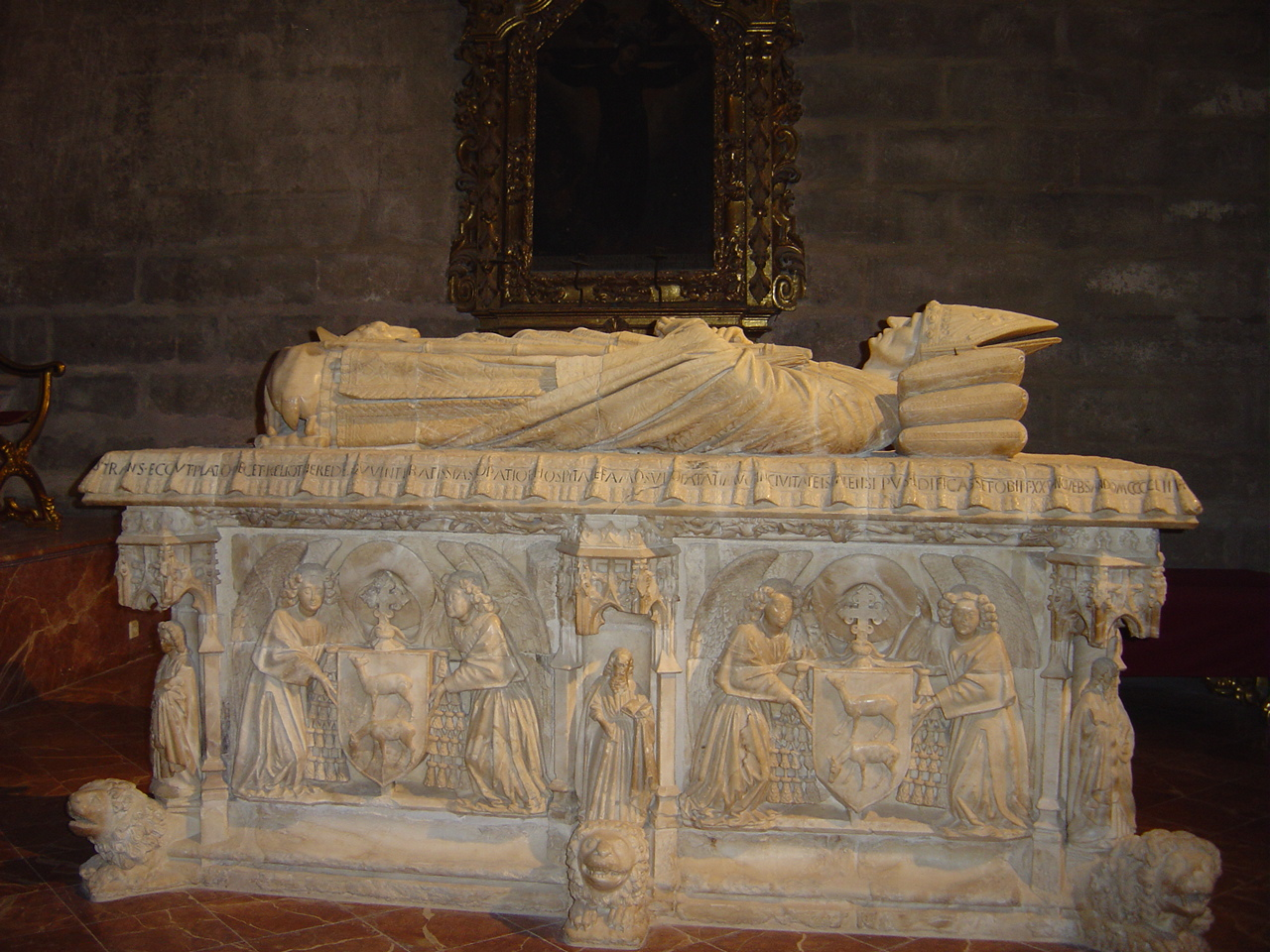
Sepulcro del cardenal Cervantes. Capilla de San Hermenegildo de la Catedral de Sevilla, realizado por Mercante en 1458.

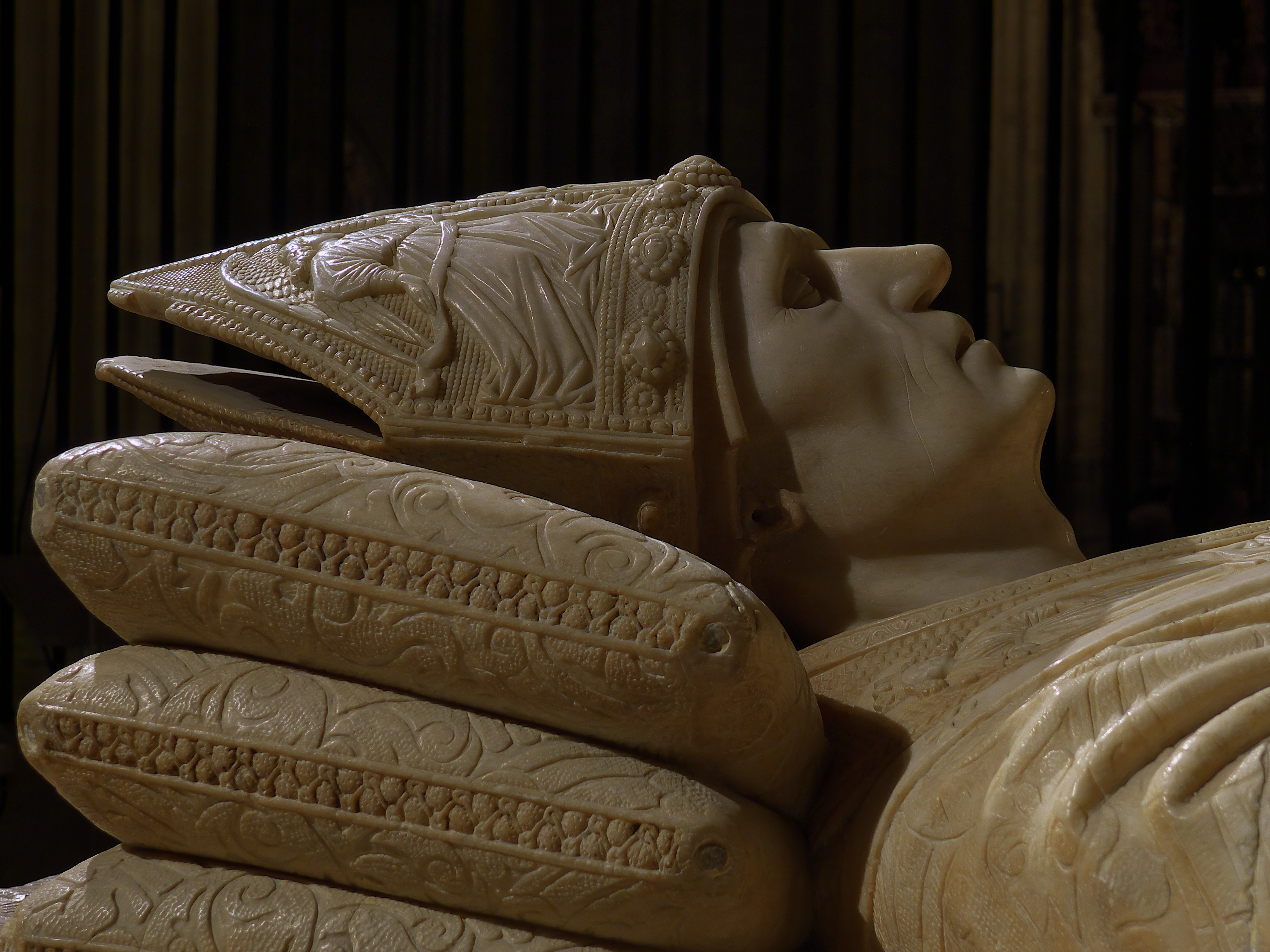
Detalle del sepulcro del cardenal Cervantes.

Lorenzo Mercadante de Bretaña (m. 1480) fue un escultor bretón activo en Andalucía durante la segunda mitad del siglo XV. 
Se trató de un escultor de estilo gótico. Se puede apreciar en su obra un realismo de carácter borgoñón con analogías formales con la escultura bretona de la primera mitad del siglo XV.

## Obra
Entre 1454 y 1467 trabajó en la Catedral de Sevilla donde realizó el sepulcro del cardenal Cervantes (1458) y la decoración de las portadas del Nacimiento y del Bautismo (1464-67). Se le atribuye la Virgen del Madroño (1454) conservada también en esa misma catedral.
Destacan también obras como dos San Miguel, uno en el Museo de Arte de Cataluña en Barcelona (que se cree que procede del desaparecido Convento de Santa Clara de Fregenal de la Sierra, provincia de Badajoz) y otro hallado en 1999 en Sanlúcar la Mayor,  que se expone en su ayuntamiento. Se le han atribuido la Virgen con el Niño y la Piedad de la Iglesia de Santa Catalina Mártir de Fregenal de la Sierra.
Otra atribución a este escultor es una escultura de la Virgen con el Niño del Museo de Bellas Artes de Sevilla, procedente del Monasterio de la Cartuja de la ciudad.
Se le ha atribuido también la Virgen de las Nieves del Santuario de Nuestra Señora de las Nieves de La Palma, Canarias, y la imagen de la Virgen de la Piedad [9] que se custodia en el Santuario de la Antigua y Piedad de Iznájar (Córdoba).
Otra atribución a Mercadante es la Virgen del Buen Fin que se encontraba en la Casa Palacio de los Topete en la localidad gaditana de Villamartín. La imagen estaba colocada en una hornacina en la que fue emplazada en 1769, según una inscripción en ésta. 

## Referencias

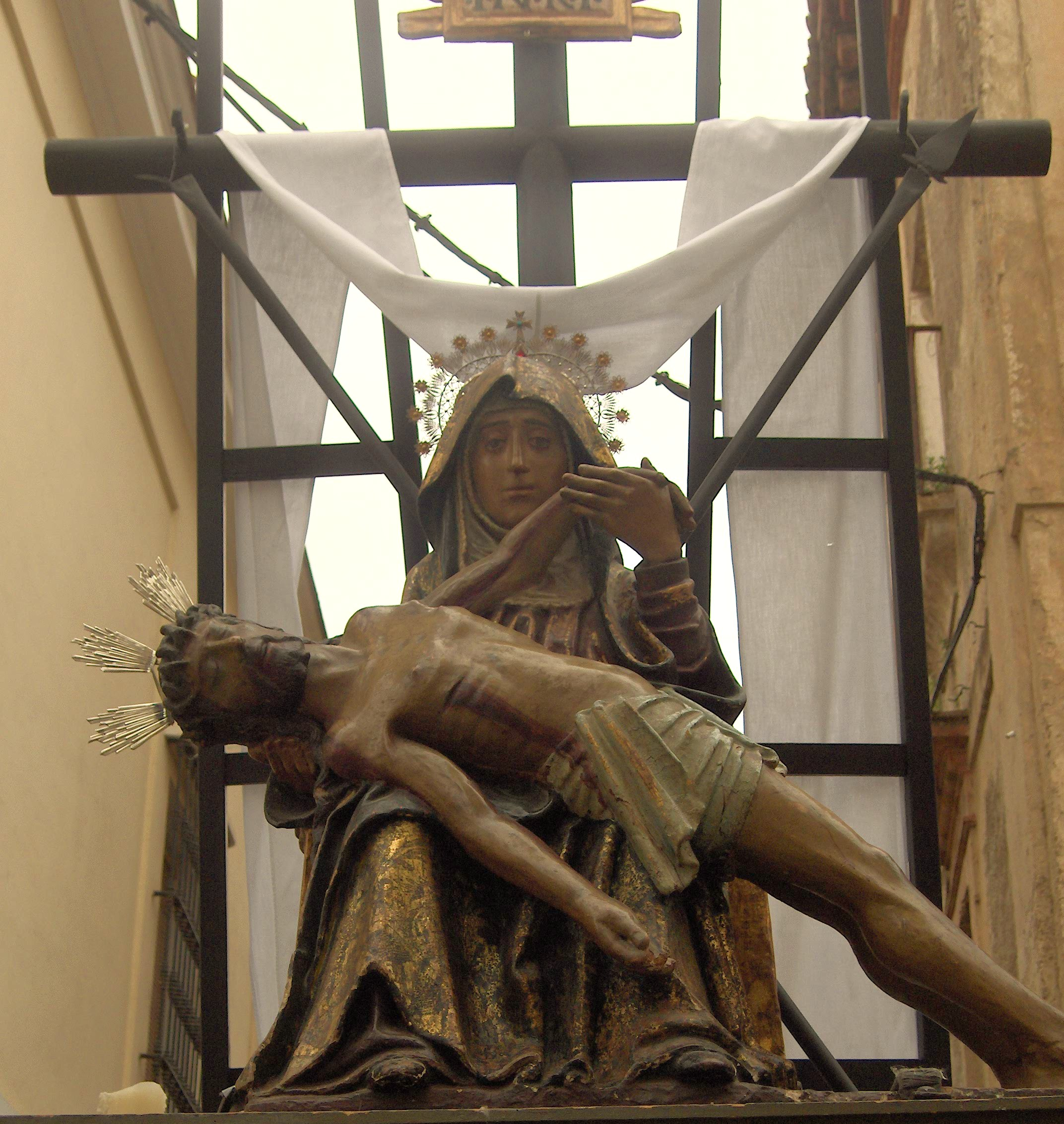
Piedad (siglo XV) atribuida a Mercadante de Bretaña, Iglesia de Santa Catalina, Fregenal de la Sierra